# Construccions de pedra seca (Juncosa)
Construccions de pedra seca és una obra de Juncosa (Garrigues) inclosa a l'Inventari del Patrimoni Arquitectònic de Catalunya.

## Descripció
És una cabana de vinya encarada cap a l'est i de petites dimensions. Està feta de grans pedres irregulars sense desbastar. Té una planta quadrada i els contraforts que subjecten la volta de pedra semblen massa petits per aguantar-la.
La porta està centrada a la façana; la llinda està feta amb una biga de fusta. Al seu interior hi ha una menjadora per animals, un armari adossat a la paret i una llar de foc.